# Conny Ohlson
Conny Ohlson, född 1965, är en svensk dansbandsmusiker och sedan 2013 med i dansbandet Jontez där han spelar steelguitar och gitarr. Fick utmärkelsen Guldklaven som Årets Gitarrist 2008.
Tidigare orkestrar: Tommy Bergs, Kellox, Texas Rangers, Tallex, Jive, The Playtones, Fernandoz